# تدبير عمومي
التدبير العمومي كان عبارة عن إجراء في قانون العقوبات الروماني يتم اتخاذه من قبل أحد العامة للصالح العام.
ويتواجد هذا الإجراء في بعض الأنظمة القانونية الحديثة. على سبيل المثال، في إسبانيا، تم قبول التدبير العمومي من قبل القاضي غارثون في يونيو من عام 1996، والذي اتهم بعض العسكريين الأرجنتينيين بارتكاب جرائم إبادة جماعية وإرهابية. وقد تم تنفيذ الإجراءات من خلال الاتحاد الحر للمحامين، Izquierda Unida واتحاد مدريد والأرجنتين لحقوق الإنسان: وهم أفراد ومنظمات خاصة لم يكونوا ضحايا أنفسهم للجرائم المرتبطة بالإجراء، والذين رفعوا القضايا بدون تفويض سلطات الادعاء العام. وفي الهند، تم استخدام القضاء للصالح العام لضمان حقوق الإنسان المتعددة، بما في ذلك الحق في الصحة والمعيشة والتعليم الأساسي المجاني والإلزامي والبيئة غير الملوثة والسكن ومياه الشرب النظيفة والخصوصية والمساعدة القانونية والمحاكمة السريعة والعديد من الحقوق بدون محاكمات والمدانين والسجناء.
وفي القانون العام الدولي، فإنه يمكن استخدام إجراءات مثل التدبير العمومي للصالح الدولي الذي تمثله القواعد الآمرة أمام كيان قضائي من قبل الدولة التي لا تكون لها مصلحة شخصية على المحك في هذا الإجراء.